# Соколовиці (Малопольське воєводство)
Соколовиці (пол. Sokołowice) — село в Польщі, у гміні Кошиці Прошовицького повіту Малопольського воєводства.
Населення — 406 осіб (2011).
У 1975—1998 роках село належало до Келецького воєводства.

## Демографія
Демографічна структура станом на 31 березня 2011 року:
|          | Загалом | Допрацездатний вік | Працездатний вік | Постпрацездатний вік |
| -------- | ------- | ------------------ | ---------------- | -------------------- |
| Чоловіки | 194     | 28                 | 139              | 27                   |
| Жінки    | 212     | 40                 | 122              | 50                   |
| Разом    | 406     | 68                 | 261              | 77                   |